# Ophiomyia senecionina
Ophiomyia senecionina este o specie de muște din genul Ophiomyia, familia Agromyzidae, descrisă de Erich Martin Hering în anul 1944.
Este endemică în Franța. Conform Catalogue of Life specia Ophiomyia senecionina nu are subspecii cunoscute.